# Emeli Sandé
Emeli Sandé (født 10. marts 1987) er en singer-songwriter fra Skotland. Sandé udgav sin første solo-single "Heaven" i august 2011, der straks efter blev et verdensomspændende hit.

## Diskografi
- Our Version Of Events (2012)